# Guasila
Guasila est une commune italienne d'environ 2 800 habitants, située dans la province du Sud-Sardaigne, dans la région de Sardaigne, en Italie.

## Administration
| Période                                  | Période | Identité | Étiquette | Qualité |
| ---------------------------------------- | ------- | -------- | --------- | ------- |
|                                          |         |          |           |         |
| Les données manquantes sont à compléter. |         |          |           |         |

### Communes limitrophes
Furtei, Gesico, Guamaggiore, Ortacesus, Pimentel, Samatzai, Segariu, Serrenti, Villamar, Villanovafranca

### Évolution démographique
Habitants recensés